# Croÿové

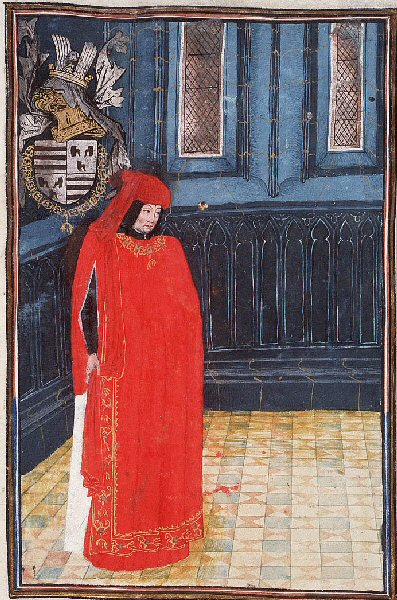
Antonín I. ("Veliký") z Croÿ (1385–1475), všemocný ministr na dvoře Filipa III. "Dobrého" krále burgundského

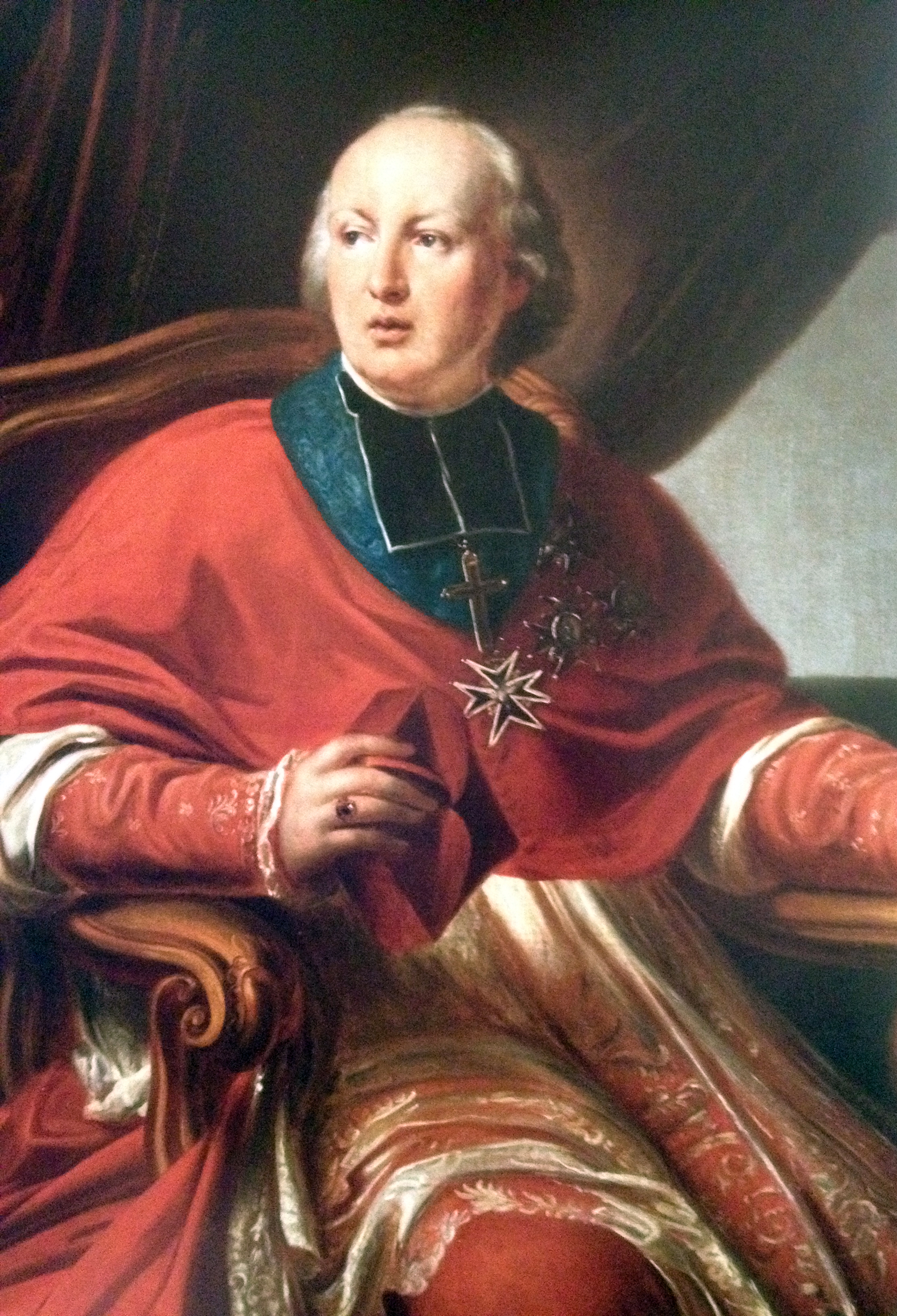
Kardinál Gustav Maxmilián z Croÿ, arcibiskup rouenský (1773–1844)

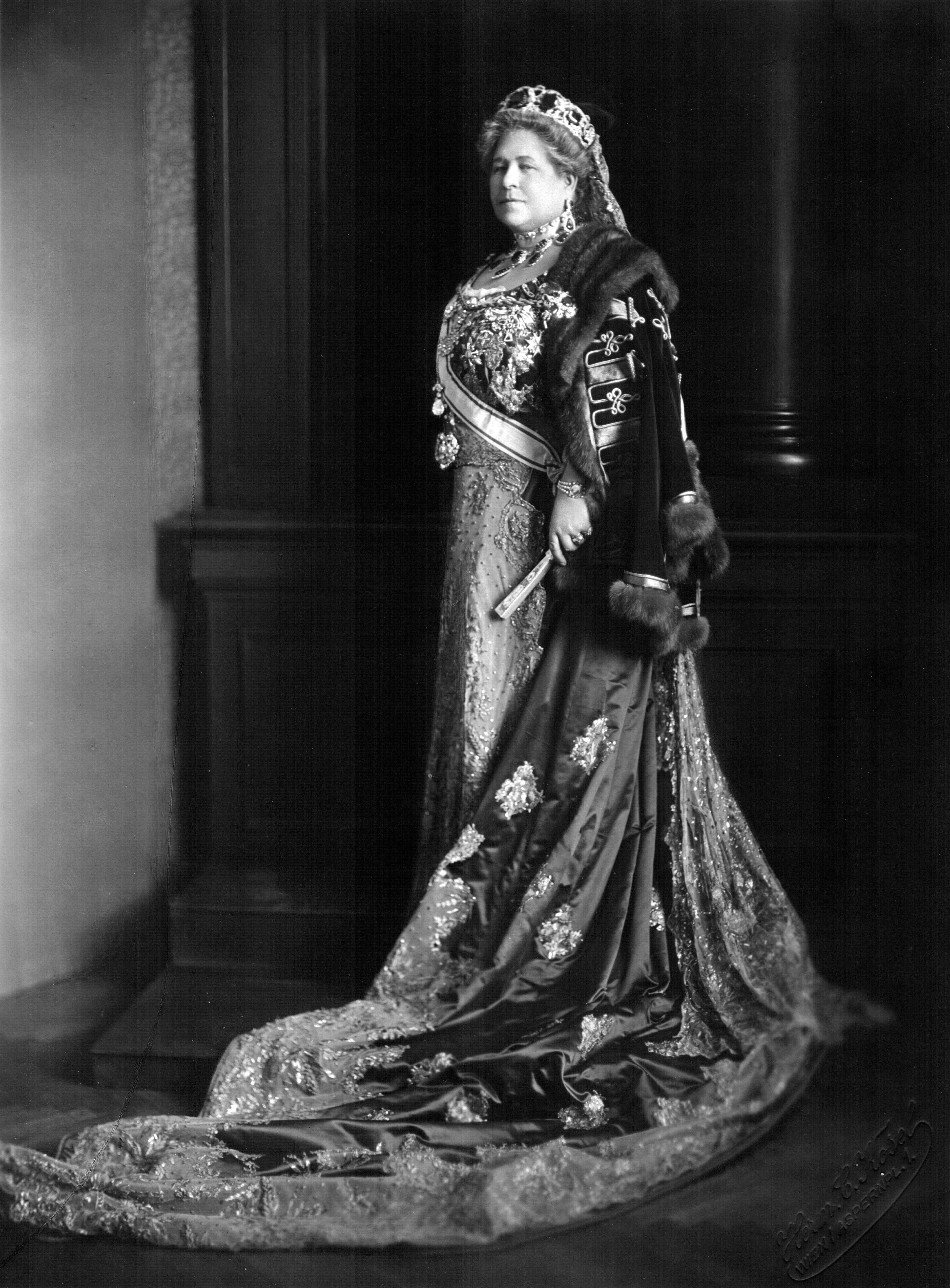
Izabela z Croÿ, arcivévodkyně rakousko-těšínská (1856–1931)

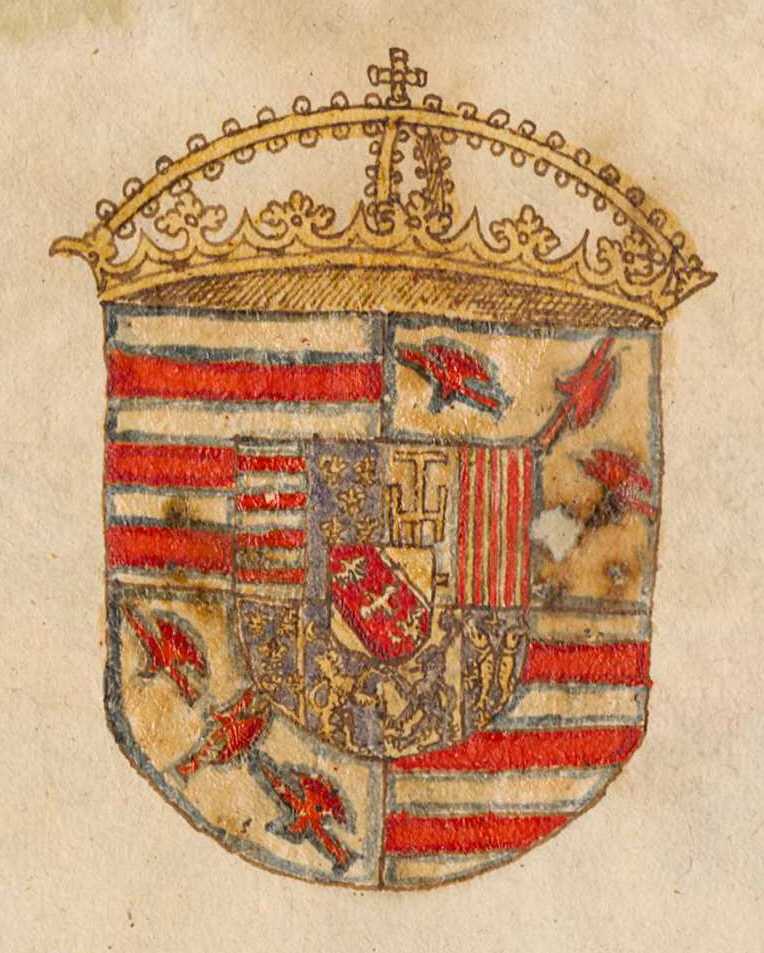
Erb Karla Filipa z Croÿ z roku 1594

Moderní podoba erbu Karla Filipa z Croÿ

Croÿové (v jednotném čísle Croÿ, či jen Croy, později Croÿ-Dülmen) je jméno starobylé původně francouzské a nizozemské vévodské rodiny, pocházející z Crouy-Saint-Pierre v Pikardii a později z Dülmenu ve Vestfálsku, která má svou rodovou větev a statky také v Čechách.

## Historie rodu
Počátky rodu jsou doloženy již ve 12. století v Pikardii. Většího významu rod dosáhl v 15. století, kdy jeho členové vstoupili do služeb burgundských vévodů, kteří je roku 1473 povýšili na hrabata z Chimay. Poté sloužili dědicům burgundských vévodů, Habsburkům, kteří jim roku 1486 udělili titul říšských hrabat, v roce 1518 získali od španělských Habsburků titul markýzů a vévodů Španělského Nizozemí, a v roce 1594 získali titul říšských knížat. Roku 1598 pak následovalo povýšení do francouzského vévodského stavu.
V roce 1803 byla croÿská panství na levém břehu Rýna mediatizována, a hlavní větev rodu díky říšské deputaci získala náhradou dülmenské hrabství v münsterském kraji, čímž rod na krátký čas panoval přímo podřízen císaři a po roce 1815 patřil mezi stavovskou šlechtu v Německém spolku. Roku 1892 získává belgická větev rodu titul princů s predikátem Jasnost. (Francouzský) vévodský titul náleží pouze hlavě celého rodu, toho času je to německá větev z Dülmenu.

### Současnost
Rod náleží k vysoké šlechtě a ve Španělsku mezi grandy. Jeho větve dnes trvale žijí v Belgii, Francii, Německu, Rakousku a v Čechách, kde rodinu reprezentuje Jana Croÿ, rozená Bělohlávková (* 1959 Plzeň), pražská historička.

## Původ
Jan Croy-Dülmen byl francouzským guvernérem v Pikardii, velkočíšníkem Francie a padl u Azincourtu roku 1415. Jeho syn Antonín byl guvernérem lucemburským a limburským, velmistrem Francie († 1475) a měl za druhou manželku Markétu, vévodkyni lotrinskou a paní na Aarschotě a Bierbecku. Jeho bratr Jan († 1472) byl prvním hrabětem chimavským a založil zvláštní větev, ve které vynikli hrabata de Solre.
Antonínův syn Filip, hrabě porceanský, zdědil Aarschot po matce a zemřel jako guvernér lucemburský roku 1511. Jeho první syn jeho Jindřich byl komořím Ludvíka XII. († 1514), druhý Antonín biskupem térouanueským († 1495) a třetí Vilém vyznamenal se ve službách francouzských za Karla VIII. a Ludvíka XII., načež se stal guvernérem henegavským a potom vychovatelem pozdějšího císaře Karla V. Ten jej později učinil svým prvním ministrem a vyznamenal Řádem zlatého rouna, Španělé se však proti němu v roce 1520 málem vzbouřili, a proto se uchýlil se do Německa, kde roku 1521 ve Wormsu zemřel. Nemaje dětí ustanovil svého synovce Filipa, syna Jindřichova, za dědice, jenž se stal roku 1533 prvním vévodou aarschotským a markrabětem rentským a rytířem Řádu zlatého rouna († 1549). Dva bratři Filipovi oblíbili sobě kněžský stav a třetí Karel, hrabě porceanský, usadil se ve Francii. Jeho syn Antonín se přidal k protestantům a roku 1567 byl v mladém věku otráven.
Filip se dvakrát oženil, poprvé s Annou z Croy-Dülmenu, dědičkou knížete Karla Chimayského a podruhé s Annou Lotrinskou a vdovou po oranžském knížeti Renatovi Chalonském. Ze synů jeho byl Karel zastřelen z oken svého quieurainského zámku roku 1551, Vilém, rentský markrabě, zemřel jako rytíř Řádu zlatého rouna roku 1590. Třetí syn Filipův Filip, arschotský vévoda a chimavský kníže, měl syna Karla, arschotského vévodu, který byl přívržencem Španělska a roku 1577 byl jmenován místodržitelem Flander. Ze své pozice se nejvíce přičinil, aby se rakouský arcivévoda Matyáš stal vrchním místodržitelem. Pro neobezřetná slova při povstání v Gentu dostal se do vězení, a jakkoliv brzo odtud vyproštěn byl, moc a vážnost jeho hluboko klesla. Zemřel v Benátkách roku 1595. I syn jeho Karel došel vysokých důstojenství a zemřel roku 1612 bezdětek; memoiry jeho velmi zajímavé pro poměry nizozemské oněch dob vydal Reiffenberg roku 1845. Jmění této větve rodiny croyské dostalo se Annou, dcerou Filipovou, manželkou knížete Karla de Ligne, do rodiny Aremberské. Prvním vévodou croyským stal se strýc Karlův Karel Alexandr, pohrobek Karla Filipa a Anny vévodkyně lotrinské, nad to též rytířem Řádu zlatého rouna († 1624). Dcera jeho Marie Klára provdala se poprvé za Karla Filipa, markraběte rentského, a podruhé za Filipa Františka z Croy-Dülmenu (z pošlosti Janovy), jenž s ní nabyl markrabství Hauré, které se stalo vévodstvím. Bratr Karla Filipa Arnošt, baron z Fenestrage a vévoda croyský, zemřel roku 1620 ve vojsku Spinolově v Německu, zplodil s Annou, dcerou Bojislava, vévody pomořanského syna Arnošta Bojislava, biskupa kamínského a místodržitele pruského († 1684). K potomstvu Jana, hraběte chimayského, z něhož Filip František z Croy-Dülmenu pocházel, náležejí dnešní vévodové croyští i s nedávno vymřelou větví hauréskou nebo havréskou. Vnuk Janův Karel, kníže chimayský, byl kmotrem císaře Karla V. a dcera jeho Anna provdala se za Filipa z [Croy-Dülmen], vévodu arschotského; druhý vnuk Antonín držel Sempy a stal se guvernérem quesnoyským († 1546).
Antonínův vnuk Filip byl hrabětem solreským a rytířem Řádu zlatého rouna († 1612) a od jeho synů Jana a Filipa Františka pocházejí nynější vévodové croyští obou větví. Jan z [Croy-Dülmen], hrabě solreský a baron molembaiský, zemřel jako důstojnik osobní stráže královy v Madridu roku 1640 a jeho vnuk Filip Emanuel Ferdinand byl dědičným lovčím henegavským a guvernérem v Peronně roku 1677, byl zajat Francouzi v bitvě valencienneské a roku 1718 podlehl svým zraněním.
Filipův syn Filip Alexandr Emanuel kníže a hrabě [Croy-Dülmen] a hrabě solreský, zemřel roku 1713 jako generál nadporučík královského vojska a jeho bratr Baltazar zplodil s Marií Filipinou z Créquy pět synů, ale bez potomků: dva sloužili u vojska a tři se věnovali kněžskému stavu.
Jan měl ještě tři bratry, ze kterých vynikl nejvíce Filip František, vikomt z Langle, pán turcoinský († 1650), jenž skrze druhou svou manželku Marii Kláru z Croy-Dülmenu obdržel titul vévody hauréského pro sebe a své potomky. Ze čtyř jeho vnuků Karel Josef vévoda havréský a croyský, padl v bitvě u Zaragozy roku 1710, Jan byl kanovníkem kolínským, Ferdinand zemřel jako poručík v Madridu roku 1726 a Josef, suverénní hrabě fenestrangeský, měl s Marií Annou Cesarini z Belmontu dva syny.
V 18. století vyznamenal se v této rodině Emanuel, kníže z Croy Solre, jenž byl maršálem Francie a jako místodržitel Pikardie znova zřídil dunkerský přístav († 1787). Jiný Emanuel roku 1788 pojal za manželku Adélu, dceru Josefa, vévody croyského a havréského, bratr jeho Gustav (* 1773) byl kardinálem, pairem, velkým almužníkem Francie a arcibiskupem rouenským, a třetí bratr Karel (* 1771) byl generál-nadporučíkem bavorským. Když byly roku 1803 statky vévodů croyských na břehu Rýna mediatizovány, obdrželi za ně v území münsterském panství Dülmen náhradou a stali se poddanými pruskými s titulem vévodů z Croy-Dülmenu. První vévoda August Filip z Croy-Dülmenu († 1822) měl ze dvojího manželství čtyři syny: Alfréda, nástupce svého, Ferdinanda, generálního majora nizozemského (* 1791), Filipa (* 1801) a na sirobu narozeného roku 1823 Gustava; dcera jeho Stefanie pojala za manžela Beujamina, kníže Rohana z Rochefortu roku 1825. Z vévodů havréských připomeneme Josefa, jenž pojal za manželku Adélu, dceru Emanuela, vévody z Croy-Dülmenu († 1822). Ze čtyř dětí měl jediného syna Arnošta a ten syna Josefa; smrtí tohoto roku 1839 tato pošlost croyská po meči vymřela.
Někdejší hlava rodiny vévoda Rudolf následoval po svém otci roku 1861. Oženil se poprvé s Natálií, kněžnou de Ligne († 1867) a podruhé s kněžnou Marií Eleonorou ze Salm-Salmu, ovdovělou vévodkyní Osuna y Infantado, zplodil čtyři dcery: Evženii, v roce 1879 provdanou za hraběte Pavla Esterházyho z Galanty, Izabelu, manželku Bedřicha Rakousko-Těšínského, arcivévody rakouského, od roku 1878, Klementinu, manželku Adhémara, hraběte Oultremontského, od roku 1880 a Natalii, provdanou za hraběte Jindřicha Mérodea, knížete z Rubempré, od roku 1883. Jeho jediný syn byl Karel.
Bratr zmíněného vévody Alfréda Ferdinand zemřel roku 1865 ve vojenských službách Nizozemska, zůstaviv z manželky své kněžny Konstancie z Croÿ-Solre syna Emanuela, který s manželkou svou vévodkyní Leopoldinou z Croy-Dülmenu (od roku 1841) měl syny: Emanuela, Eduarda a Gustava a dceru Emmu; Gustav oženiv se s Louisou hraběnkou z Croix roku 1868 zplodil tři dítky: Markétu, Konstancii a Štěpána. Druhý syn Ferdinandův Justus oženil se s Marií hraběnkou Urselskou (1854) a má s ní sedm dětí: Marii, Žofii, Jindřicha, Alfréda, Ferdinanda, Karla a Josefa. Ferdinandův bratr Filip byl pruským nadporučíkem à la suite, podal ruku svou Johance, kněžně ze Salm-Salmu, a měl s ní čtyři dítky: dceru Luisu, provdanou za hraběte Konstantina z Benckendorffu († 1858) a tři syny Leopolda, Alexandra a Filipa.
Leopold byl generálem rakouského jezdectva (od roku 1891) a velitelem IX. sboru v Josefově. Roku 1880 ovdověl a poté se podruhé oženil s Rosou, dcerou hraběte Jaroslava ze Šternberka, rovněž ovdovělou kněžnou z Hohenlohe a Bartensteina. Alexandr pojal za manželku hraběnku Westphalenovou z Fürstenbergu a měl s ní pět dětí: Kunigundu, Karla, Alžbětu, Huberta a Leopolda, a poslední Filipův syn Filip zplodil s Adélou, princeznou Salm-Salmovou (od roku 1871), šest dětí: Emanuela, Marii, Klimenta, Alexandra, Stefanii a Amálii.

## Česká větev rodu
- Alfréd, vévoda z Croÿ-Dülmenu (1789–1861) se roku 1819 oženil s kněžnou Eleonorou ze Salm-Salmu (1794-1871) a  v letech 1822 až 1861 byl hlavou celého rodu. Zplodili celkem devět dětí, mezi nimi tři syny: Rudolfa (který zůstal v Německu a stal se roku 1861 hlavou celého rodu), českého pokračovatele rodu Alexise a Jiřího.
- Zakladatelem české větve první linie rodu byl Alexis I. Croÿ (1825–1898), který roku 1866 koupil panství Slabce poblíž Rakovníka a na zdejším zámku s rodinou žil. Roku 1856 se v Praze oženil s Františkou ze Salm-Salmu (1833–1908), dcerou knížete Maxmiliána ze Salm-Salmu a Rosiny hraběnky ze Šternberka. Měli tři děti:
- Panství zdědil jejich syn Maxmilian Rudolf (1864–1920), který se roku 1908 v Křimicích oženil s Karolínou z Lobkovic z knížecího rodu Lobkoviců (1873–1951). Měli čtyři syny: Alexise II. (*1910), Franze (*1911), Maxe (*1912) a Alfreda (*1913):
  - Prvorozený Alex II. Croÿ (1910–21. 8. 2002) zdědil panství Slabce a byl jeho posledním majitelem do konce druhé světové války. Po konfiskaci majetku  žil v Praze. Byl dvakrát ženat. Poprvé se v Bečově nad Teplou roku 1931 oženil s hraběnkou Alžbětou z Beaufort-Spontinu (1911–1995), z tohoto manželství vzešlo pět dětí: Maxmilian II. (* 1932), Albrecht (* 1938), Marie (* 1939), Josef (* 1941) a Anna (* 1943). Jeho vnukové a vnučky jsou současnými pokračovateli rodiny, všichni žijí v zahraničí.  Podruhé se Alex II. oženil v Praze roku 1996 s PhDr. Janou Bělohlávkovou (*16.11. 1959), jejich manželství bylo bezdětné.
  - Druhorozený syn Franz (1912-1944) padl ve válce v Nizozemí.
  - Třetí syn Max (1912–1992) se v Praze roku 1938 oženil z hraběnkou Karolínou z Busseul (1918–1981). Měli tři děti: Huberta (1939-1988), Josefa (1941) a xy. Jejich děti jsou dnes pokračovateli tohoto rodu.[2]
  - Čtvrtý syn Alfred (1913-1943) jako voják wehrmachtu padl v Rusku u Pustošky.

V Rousínově u Rakovníka je sídlo firmy Croÿ s.r.o. (zastoupení Mercedes-Benz) předsedou jejíhož představenstva je Max kníže z Croÿ a členem představenstva pak Alex III. z Croÿ.

## Francouzská linie rodu
Pro úplnost budiž připomenuta ještě jedna větev rodiny Croÿ-Dülmen, kterou bratr Filipa, vévody arschotského, Jan, pán roeuxský, založil. Vnuk jeho Adrian stal se prvním hrabětem roeuxským a s Karlem Bourbonským přešel k císařským († 1553). Hrabě Eustachius stal se říšským knížetem († 1673). Z bratra jeho Filipa syn Karel Evžen bojoval ve vojenských službách rakouských (1687–1693) proti Turkům, vstoupil roku 1699 do služeb polských a zemřel jako zajatec v Revelu roku 1702. Eustachiův syn Ferdinand, vévoda croÿský a hrabě roeuxský, zemřel roku 1697 na zranění, která utrpěl od Turků. Tato croÿská větev vymřela již v předchozím století.

## Rodový erb

Základní podoba croÿského erbu

Erb croÿských vévodů a knížat má na štítě rozčtvrceném dva štítky na sobě: svrchní jest erb vévodů lotrinských, a sice na zlatém štítě pokosný pruh červený a v něm tři rozletití orlové se zobákem i pařáty osekanými; spodní štítek jest z osmi polí složen. Pole 1. jest osmkráte na příč červeně a bíle rozděleno; ve 2. modrém, zlatými liliemi posázeném jest ve vrchu červený heroltský obojek: ve 3. stříbrném jest zlatý kříž jeruzalémský, mezi jehož rameny nahoře i dole menší obyčejné křížky zlaté se nalézají; ve 4. zlatém jsou čtyři svislé pruhy červené; v 5. červeně vroubeném jest štít modrý, zlatými liliemi posázený; v 6. modrém vzhůru vzpjatý lev zlatý s korunou, vlevo obrácený; v 7. zlatém vzhůru vzpjatý lev černý s korunou; v 8. zlatém, stříbrnými, dvojnásobnými kříži se zlatými špicemi na dolejších koncích posázeném jsou dvě parmy zády k sobě obrácené. Na štítě zadním rozčtvrceném jsou v 1. a 4. poli na stříbrném štítě tři červené pruhy příčné a v 2. a 3. poli, rovněž stříbrném, tři sekery červené, držadly uprostřed spojené. Nad štítem jest vévodská koruna.

## Členové
- Jean I. de Croÿ (1365–1415)
- Antoine de Croÿ, hrabě z Porcéanu (1385–1475)
- Jean II. de Croÿ (1390–1473)
- Philippe I. de Croÿ (1435–1511)
- Filip I. de Croÿ-Chimay (1436–1482)
- Karel I. de Croÿ (1455–1527)
- Vilém de Croÿ, rádce císaře Karla V. (1458–1521)
- Vilém de Croÿ, arcibiskup (1497–1521)
- Philippe II. de Croÿ (1496–1549)
- Karel de Croÿ, kníže z Chimay (1506–1564), biskup tournaiský v letech 1524–1564
- Karel II. de Croÿ (1522–1551)
- Philippe III. de Croÿ (1526–1595)
- Karel III. de Croÿ (1560–1612)
- Ernst Bogislaw von Croÿ (1620–1684)
- Charles Eugène de Croÿ (1651–1702)
- Luisa Alžběta de Croÿ-Havré (1749–1832)
- Gustave de Croÿ-Solre (1772–1844)
- Princezna Isabela de Croÿ (1856–1931), provdaná za arcivévodu Bedřicha, vévodu těšínského